# Hjuken
Hjuken är en medeltida by vid Vindelälven i Vindelns kommun, Västerbottens län. När de första skattelängderna upprättades i början av 1500-talet var Hjuken den översta byn vid Vindelälven, belägen ungefär 15 km från den närmaste byn, Degerfors (nuvarande Vindeln).
Hjuken var klassad som småort från 1990 till 2015 och åter 2023.